# Ramsholmen, Kimitoön
Ramsholmen är en ö i Finland. Den ligger i Skärgårdshavet och i kommunen Kimitoön i den ekonomiska regionen  Åboland i landskapet Egentliga Finland, i den sydvästra delen av landet. Ön ligger omkring 66 kilometer söder om Åbo och omkring 140 kilometer väster om Helsingfors.
Öns area är 2 hektar och dess största längd är 230 meter i sydväst-nordöstlig riktning.